# Michał Przezdziecki
Michał Przezdziecki herbu Roch III (ur. 1 maja 1747, zm. 1799) – pisarz wielki litewski w 1777 roku, poseł z województwa podolskiego na Sejm Czteroletni 1790-1792, członek Zgromadzenia Przyjaciół Konstytucji Rządowej, starosta piński w latach 1772-1777, starosta błudeński i wójt miński, hrabia na Czarnym Ostrowiu.
Syn Antoniego Tadeusza i Katarzyny Ogińskiej. Żonaty z Marią Mostowską miał synów: Konstantego i Karola. 
Był elektorem Stanisława Augusta Poniatowskiego z województwa inflanckiego na sejmie konwokacyjnym w 1764 roku. Komisarz z rycerstwa Komisji Skarbowej Koronnej w 1771 roku. Poseł na sejm 1776 roku z powiatu pińskiego, sędzia sejmowy.
Odznaczony Orderem Orła Białego i Orderem Świętego Stanisława.